# Poromitra gibbsi
Poromitra gibbsi is een straalvinnige vissensoort uit de familie van grootschubvissen (Melamphaidae). De wetenschappelijke naam van de soort is voor het eerst geldig gepubliceerd in 1989 door Parin & Borodulina.